# Unforgiven 2000
Unforgiven 2000 è stata la terza edizione dell'omonimo pay-per-view prodotto dalla World Wrestling Federation, svoltosi il 24 settembre 2000 al Wells Fargo Center di Filadelfia.

## Risultati
| # | Risultati | Stipulazioni                                                   | Durata |
| - | --- | -------------------------------------------------------------- | ------ |
| 1 | Right to Censor (Steven Richards, Val Venis, Bull Buchanan e The Goodfather) hanno sconfitto The Dudley Boyz (Bubba Ray e D-Von Dudley) e Acolytes Protection Agency (Bradshaw e Faarooq) | 8-man tag team match                                           | 06:04  |
| 2 | Tazz ha sconfitto Jerry Lawler per Sottomissione Tecnica | Strap match                                                    | 05:05  |
| 3 | Steve Blackman (c) ha sconfitto Perry Saturn, Test, Crash Holly, Al Snow e Funaki | Hardcore Open Invitational per il WWF Hardcore Championship    | 10:00  |
| 4 | Chris Jericho ha sconfitto X-Pac | Single match                                                   | 09:03  |
| 5 | The Hardy Boyz (Matt e Jeff Hardy) (con Lita) hanno sconfitto Edge e Christian (c) | Steel cage match per il WWF World Tag Team Championship        | 13:32  |
| 6 | Eddie Guerrero (c) (con Chyna) ha sconfitto Rikishi per squalifica | Single match per il WWF Intercontinental Championship          | 06:03  |
| 7 | Triple H (con Stephanie McMahon-Helmsley) ha sconfitto Kurt Angle | No Disqualification match con Mick Foley come arbitro speciale | 17:26  |
| 8 | The Rock (c) ha sconfitto Chris Benoit, The Undertaker e Kane | Fatal four-way match per il WWF Championship                   | 15:18  |